# Poliana Okimoto
Poliana Okimoto (* 8. März 1983 in São Paulo) ist eine brasilianische Freiwasserschwimmerin. Im Jahre 2013 wurde sie Weltmeisterin über 10 Kilometer.

## Karriere
Okimoto schwimmt seit ihren Jugendjahren, auch in Wettkämpfen. Sie gewann 2005 die Travessia dos Fortes in Rio de Janeiro, ein von der brasilianischen Armee veranstaltetes Freiwasserevent über 3,9 Kilometer, das vom Forte de Copacabana zum Forte do Leme führt.
Die Freiwasserweltmeisterschaften 2006 in Neapel brachten ihr jeweils Silber über 5 und über 10 Kilometer. In beiden Disziplinen unterlag sie nur der Russin Larissa Dmitrijewna Iltschenko. Über 5 Kilometer verwies sie Britta Kamrau auf Platz drei. Bei den Panamerikanischen Spielen 2007 gewann sie in Rio Silber über 10 Kilometer, ein Erfolg, den sie vier Jahre später bei der gleichen Veranstaltung im mexikanischen Guadalajara wiederholte. Bei den Schwimmweltmeisterschaften 2009 in Rom reichte es über 5 Kilometer zu Bronze.
Bei Olympia 2012 in London wurde sie über 10 Kilometer disqualifiziert.
Dagegen brachten ihr die Schwimmweltmeisterschaften 2013 in Barcelona drei Medaillen ein: Bronze über 5 Kilometer mit dem Team (hinter Deutschland und Griechenland) und Silber über 5 Kilometer im Einzel, geschlagen nur von der Amerikanerin Haley Anderson. Die Goldmedaille gab es über die lange Distanz der 10 Kilometer in 1:58:19,2 h vor Landsfrau Ana Marcela Cunha (1:58:19,5) und Angela Maurer (1:58:20,2).